# Inadaptats
Inadaptats és un grup de música català format a Vilafranca del Penedès, actiu des de principi de la dècada de 1990 fins al 2005 i havent realitzat, des de llavors, alguns concerts esporàdics el 2015, 2017, 2022, 2023 i 2024. La seva música és una mescla d'oi! i hardcore punk i en els seus últims discs també introduïren l'ska i el rap. Està influenciat, tant musicalment com políticament, per grups com Rage Against the Machine, Kortatu i Negu Gorriak. D'ideologia comunista i independentista, s'ha definit com un «col·lectiu politicomusical contra informatiu amb l'objectiu d'estendre la utopia als Països Catalans, la lluita per aconseguir la independència i el socialisme a través de la unitat d'acció del poble treballador». Durant la seva trajectòria se l'ha considerat com l'emblema més radical de l'independentisme anticapitalista, caracteritzat pel seu ferm compromís de «lluita obrera internacionalista amb constants al·legories a la revolució i a la contundència contra les injustícies».

## Història
A principis de la dècada del 1990, sorgí un nou moviment musical que es vindicà al marge de la institucionalització que havia patit el rock català. Aquesta fornada musical s'emmirallà, en gran part, en el rock radical basc i s'erigí en «rock combatiu català». Aquest moviment, curull d'una forta càrrega de discurs anticapitalista i independentista, es difongué a través de centres socials alliberats i espais d'oci alternatius, trobant un ambient procliu en els moviments socials i grups com Inadaptats, KOP o Obrint Pas.
L'any 2001, amb la retirada del grup musical Negu Gorriak i la reconversió del seu segell discogràfic d'Esan Ozenki a Metak, Inadaptats decidí crear la seva pròpia discogràfica i fundà Bullanga Records, inspirada en la dels seus camarades bascos.
El 10 de maig de 2003, el grup col·laborà en el concert d'homenatge dels 10 anys de la revista Enderrock, que se celebrà al Parc de la Ciutadella de Barcelona i en el que participaren una vintena grups i artistes de l'escena musical catalana al llarg de deu hores. El 12 d'abril de 2005 van rebre el premi Enderrock a la millor portada de disc per l'àlbum Homenatge a Ovidi publicat l'any abans. El 6 de maig de 2004, a la gala de lliurament dels premis celebrada a la Sala Bikini de Barcelona, el grup va actuar cantant tres cançons seves. L'any 2005, els membres Àlex Vendrell, Bull i Thrashoo, amb la col·laboració de Cesk Freixas, van crear l'espectacle acústic La Fera Ferotge, en homenatge a Ovidi Montllor.
Al llarg de la seva trajectòria, Inadaptats va publicar un total de set àlbums d'estudi fins a la seva dissolució el 2005. Com a punt culminant a la seva carrera musical va organitzar un concert a Vilafranca del Penedès el 28 de maig de 2005 que aplegà a 5.000 persones i comptà amb la presència de nombrosos artistes convidats i amb Pirat's Sound Sistema com a teloners.
Amb la retirada del grup, el segell discogràfic Bullanga Records es reconvertí en promotora de concerts i portal d'internet. Per a promocionar aquest canvi organitzaren la gira «Bullanga Revolució 2006», que tingué per objectiu la presentació en públic de tres grups en els quals hi participaven els exmembres d'Inadaptats: Roig, Answer i Antitank. El primer concert es realitzà l'1 d'abril de 2006 a Sant Pere de Ribes i la girà s'allargà durant dos mesos. A més, amb l'entrada de cadascun dels concerts, es regalà un CD recopilatori amb els temes de les tres formacions.
El 27 de febrer de 2007 Inadaptats fou guardonat amb el premi Enderrock al millor DVD musical de 2006 per Cremem les nostres naus!, un documental on quedà enregistrat el seu darrer concert. L'any següent, pel quinzè aniversari de la revista Enderrock, foren seleccionats com una de les quinze bandes més importants de la música en català dels darrers anys. El 2008, els cinc membres van formar un nou grup anomenat Eina, després que participessin en altres grups com Answer (Xavi «Cholbi») o en creessin de nous com Roig (Xavi «Bull» i Jokin «Txuta»).

### Retorn als escenaris

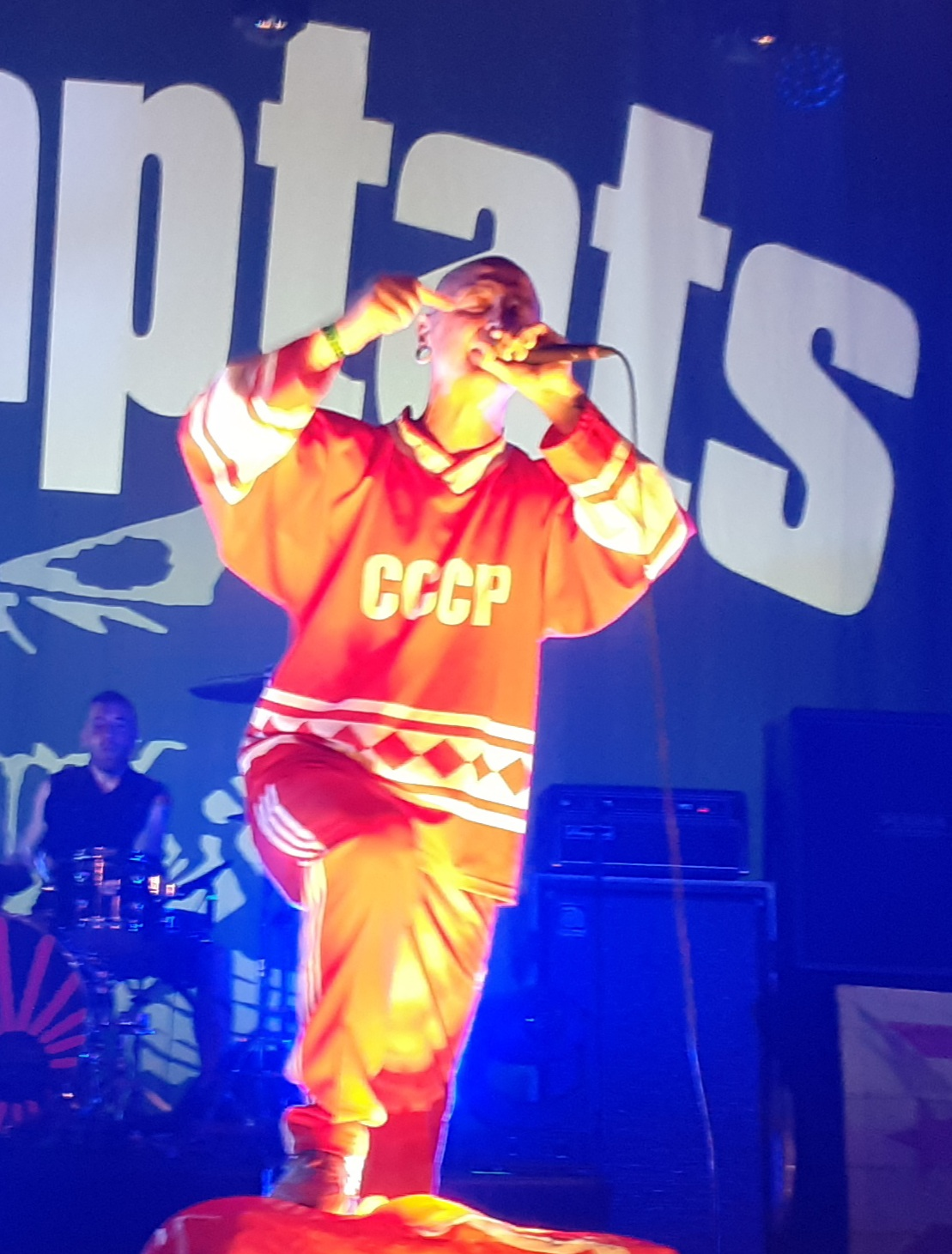
Concert de retorn el 2022 a la sala Razzmatazz

A finals de 2014 Inadaptats anuncià que, vint-i-cinc anys després del seu naixement i deu del seu darrer concert, tornaven a actuar per a una sola ocasió. El concert se celebrà el 18 d'abril de 2015 a Vilafranca del Penedès i es destinaren part dels beneficis a l'organització Rescat, el col·lectiu de defensa dels presos polítics. El desembre de 2015 publicaren la gravació en DVD d'aquest darrer concert, fent les presentacions a l'Ateneu La Torna de la Vila de Gràcia i, poc després, a l'Ateneu X de Vilafranca del Penedès.
El 29 de juliol de 2017, dos anys després de la seva darrera aparició en directe, participaren en la 20a edició del festival politicomusical basc Hatortxu Rock, celebrat al municipi navarrès de Lakuntza, amb l'objectiu de recaptar fons per a pal·liar la situació dels presos polítics bascos. En aquella ocasió, la gran quantitat de grups participants restringí l'actuació de tots ells a una hora de concert, condicionant el seu repertori, majoritàriament, a cançons dels àlbums Motí! Avalot..., X i Homenatge a Ovidi.
El novembre de 2021 Inadaptats anuncià que tornaria a actuar en un concert el dissabte 7 de maig de 2022 a la sala Razzmatazz de Barcelona. Més endavant, davant de l'èxit de venda d'entrades anticipades, el grup decidí programar-ne un altre a la mateixa sala per al dia anterior, el divendres 6 de maig. D'ençà de la publicació del seu darrer àlbum l'any 2014, Homenatge a Ovidi, i el seu darrer concert a l'Hatortxu Rock de 2017, el grup tragué per a l'ocasió dos nous senzills el 2021: «Inacabats, però mai vençuts!» i «Hiperventilats».

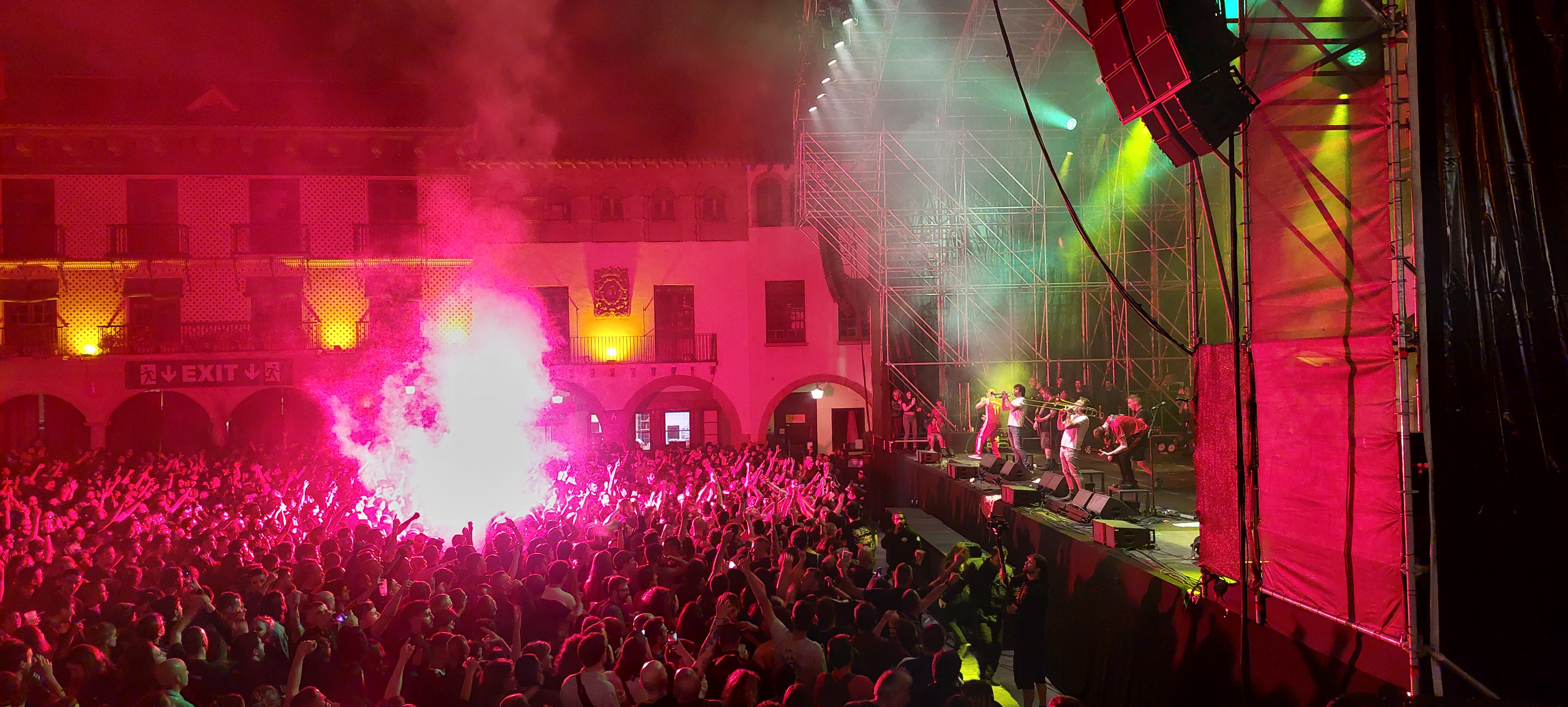
Inadaptats a l'Alerta Fest el 2024

Seguint amb la dinàmica de concerts esporàdics, el 22 de juliol de 2023 reaparegué en concert a la 15a edició del festival El Tingladu de Vilanova i la Geltrú. Aquell dia, el grup vilafranquí compartí cartell amb la cantautora Crisbru, els grups Huntza, Dr. Calypso i Tremenda Jauría, i la punxadiscos DJ Trapella. El preu de l'entrada d'aquell concert va ser de 13 euros, 7 dels quals es van destinar a l'organització antirepressiva Alerta Solidària. El 18 de maig de l'any següent, Inadaptats havia participat en el concert solidari Alerta Fest al Poble Espanyol de Barcelona davant de més de 4.000 persones, juntament amb Les Testarudes, Rotten XIII, Crim i Dr. Calypso, en què 10 dels 35 euros de l'entrada van anar destinats directament a Alerta Solidària per a fer front a les despeses judicials de la repressió política.
El 2024, dos dies abans de la diada castellera de Sant Fèlix, Inadaptats va publicar la cançó «Ni pa ni circ» amb lletra de l'escriptor David Monteagudo i amb imatges dels principals castells dels Castellers de Vilafranca en homenatge pels seus 75 anys d'història com a element central del videoclip. El 20 de desembre del mateix any es va publicar un nou treball discogràfic amb el títol de Desnazificant, el qual s'havia anunciat dos mesos abans amb la publicació del videoclip de la cançó inclosa a l'àlbum «Catalanes que hacen cosas» que, amb un to festiu i combatiu, reivindica la unitat d'acció i la lluita per l'alliberament dels Països Catalans. La gira de presentació del nou disc va començar a la Sala Stroika de Manresa i a la sala Santana 27 de Bilbao a finals de desembre i gener de 2025, respectivament.

## Membres
Actuals
- Àlex Vendrell Ibarguren: veu[30][31]
- Juan Antonio Hernàndez Borrego «Thrashoo»: guitarra
- Joaquim Pérez Sedó «Jokin» o «Chuta»: guitarra
- Xavier Yuste «Xavi» o «Cholbi»: bateria
- Rodrigo Sarubbi: baix

Antics
- Xavi Pérez «Bull»: baix
- Ernest Larroya: bateria

## Discografia

### Àlbums d'estudi
| • Crítica social (1992) |
| --- |
| (Capità Swing) 1. Inadaptats, 3:10 2. USA=K.K.K., 2:42 3. Ten cuidao, 3:04 4. V centenari, però de què?, 1:58 5. Violación de derechos, 2:18 6. La revolución, 3:13 7. No más extradiciones, 3:08 8. Obre els ulls, 2:25 9. Boikot, 2:10 10. Ama como quieras, 1:55 11. Qui avisa no és traïdor, 2:54 12. Tío Sam se fue a la guerra, 2:47 13. Pre-S.O.S., 3:07 14. La historia de siempre, 2:55 (Bonus track maqueta 1991) 15. Detrás del fusil, 2:15 (Bonus track maqueta 1991) 16. Otra Vez, 2:42 (Bonus track maqueta 1991) 17. Catalunya Lliure, 3:01 (Bonus track maqueta 1991) 18. Que represión, 2:22 (Bonus track maqueta 1991) 19. ¡Bomba a Bomba!, 3:31 (Bonus track maqueta 1991) 20. Qui avisa no és traïdor, 3:03 (Bonus track maqueta 1991) 21. Todo esto es lo que hay, 2:31 (Bonus track maqueta 1991) 22. Inadaptats, 2:18 (Bonus track maqueta 1991) 23. El dinero es el que manda, 3:54 (Bonus track maqueta 1991) 24. Descendents del carrer, 3:49 (Bonus track amb Negu Gorriak) 25. La gallineta, 1:54 (Bonus track) |

| • Per tots els mitjans (1996) |
| --- |
| (Capità Swing) 1. Per tots els mitjans, 3:02 2. Mau, Mau, 2:04 3. Futur fotut, 2:22 4. Prou propietat, 4:50 5. Red Skin, 3:41 6. La foscor o la llum, 2:49 7. Ulls, 3:40 8. Escamots, 3:23 9. Equilibri odi/amor, 2:25 10. El final de la vida, 4:17 11. Che Guevara, 4:13 |

| • Motí! Avalot... (1998) |
| --- |
| (Gora Herriak) 1. Motí, avalot..., 3:05 2. Come on baby, 3:03 3. Els segadors de sempre, 3:38 4. Supporters del carrer, 2:05 5. Els homes-mico, 4:05 6. Arribant al 2000, 3:09 7. Cuba, 3:03 8. G.A.L., 4:18 9. La memòria històrica, 3:32 10. Suïcidi revolucionari, 3:44 11. Canviarem la història, 2:27 12. El cercle viciós de la moderació, 4:34 |

| • X (1999) |
| --- |
| (Gora Herriak) 1. Inadaptats X (remix), 2:41 2. Orgull de classe, 3:43 3. O.T.A.N., 4:38 4. Metamorfosi, 2:54 5. Pep, 2:30 6. Festa sí, lluita també, 2:18 7. Falsos culpables i presumptes innocents, 4:44 8. Demòcrates, 1:38 9. Foc, 3:36 10. Odi, 3:01 11. Generació X, 4:26 12. Inadaptats X, 4:02 |

| • INDP (2003) |
| --- |
| (Bullanga Records) 1. Primera revolució 2. Avui és el dia 3. Catalunya 4. Perquè vull 5. Ràdio_activa 6. Febre 7. Qui vols ser? 8. Moviment d'alliberament 9. Moment Molotov 10. Fills morint 11. 11.09.01 12. Gen comunista 13. Bullangues |

| • SOS (2004) |
| --- |
| (Bullanga Records) 1. Prou especulació 2. Ciutat podrida 3. Cançons lliures 4. Violació de drets 5. Ikasle gaua |

| • Homenatge a Ovidi (2004) |
| --- |
| (Bullanga Records) 1. De l'espai no te'n refies mai, 2:07 2. Va com va, 2:19 3. El desesperat, 2:09 4. El diluvi, 2:17 5. Tot explota pel cap o per la pota, 3:10 6. Homenatge a Teresa, 3:49 7. Ai!, 2:50 8. Encara nois, encara, 2:43 9. Sageta de foc, 3:10 10. Autocrítica i crítica, 3:42 11. Serà un dia que durarà anys, 2:20 12. Culminació, 2:26 13. Cançoneta juganera, 3:21 14. Lliçó de sumes i verbs, 2:16 |

| • Desnazificant (2024) |
| --- |
| 1. Desnazificant 2. Tot depèn de tu 3. No apartaré la mirada 4. Kaixo 5. Colze amb colze 6. No som espanyols 7. El necio 8. Catalanes que hacen cosas 9. Ni pa ni circ 10. InACABats, però mai vençuts! |

### Àlbums en directe
| • Cremem les nostres naus! (2006) |
| --- |
| (Bullanga Records) 1. Introducció, 1:49 2. La primera revolució, 3:13 3. Va com va, 2:19 4. El gen comunista, 2:17 5. La memòria històrica, 3:19 6. Pre-S.O.S., 3:00 7. Inadaptats, 3:10 8. Motí, avalot..., 2:54 9. O.T.A.N., 3:23 10. Canviarem la història, 2:23 11. Catalunya, 2:18 12. La revolución, 3:13 13. Moment Molotov, 2:21 14. Cançons lliures, 3:02 15. Prou propietat, 3:41 16. No más extradiciones, 3:07 17. Febre, 1:24 18. Els segadors de sempre, 3:38 19. Red Skins, 5:46 20. Solidaritat, 3:06 21. Escamots, 3:37 22. Orgull de classe, 3:43 23. La Internacional, 3:27 |

| • Treballem per als que lluiten (Concert 25 anys) (2016) |
| --- |
| 1. Motí, avalot... 2. Catalunya 3. Inadaptats 4. Supporters del carrer 5. No más extradiciones 6. Gen comunista 7. O.T.A.N. 8. La memòria històrica 9. Escamots 10. Febre 11. USA=K.K.K. 12. La revolución 13. Cant de la Muixeranga 14. Sageta de foc 15. Tot explota pel cap o per la pota 16. Va com va 17. Serà un dia que durarà anys 18. Perquè vull 19. Hotel Mombar 20. Brigadistak 21. Cançons lliures 22. Canviarem la història 23. Festa sí, lluita també 24. Els segadors de sempre 25. Red Skins 26. Solidaritat 27. Orgull de classe |

### Senzills i participacions
- «Cançons lliures», dins del recopilatori musical Cultura de resistència (2003)[32]
- «Ikasle gaua», cançó que representà la campanya estudiantil basca 2002/2003.
- «Inacabats, però mai vençuts» (2021)[23]
- «Hiperventilats» (2022)[22]